# Maja Rogan
Maja Rogan (Tuzla, 9. mart 1971) srpski je turistički vodič, publicista i pisac.

## Biografija
Rođena je kao prvo dete profesora dr Branka Đukića, inženjera hemijske tehnologije i Gordane (rođene Stanković) medicinske sestre. U Tuzli je završila Osnovnu školu „Džemal Mandžić” i 1985. godine sa roditeljima i mlađom sestrom odselila se za Beograd.
Posle dve godine usmerenog obrazovanja u IX beogradskoj gimnaziji, školovanje je završila u II ekonomskoj školi. Na Višoj ekonomskoj školi u Beogradu je diplomira na turističkom smeru.
Udata je za Aleksandra Rogana, magistra telekomunikacije, imaju dve ćerke, Milicu i Nevenu.
Od 1992. godine radi u porodičnoj firmi Heming B&G. Godine 2006. dobija licencu turističkog vodiča nakon je počela da radi pretežno sa stranim gostima u Srbiji. O iskustvu turističkog vodiča s gostima iz celog sveta počela je da piše eseje i objavljuje na svojoj FB stranici.
Svoje turističke kratke priče publikuje u TU magazinu.
Na osnovu njenih priča 2018. godine realizovana je pozorišna predstava u produkciji Marije Gajić u režiji Patrika Lazića.
Njene knjige su predstavljene u Beogradu, Novom Sadu, Vrnjačkoj Banji, Grockoj. U februaru i martu 2019. u Puli, Rijeci, Moravicama, Zagrebu, Varaždinu, Šibeniku, Splitu, Tuzli, Crnjelovu i drugim gradovima.

## Knjige
- Turistički vešeraj (2016) Recenzija prof. dr Oliver Tomić
- Turistički tartufi (2017) Recenzija Vida Crnčečvić Basara[3]
- Tourist carousel (2018) – prevod prve dve knjige na engleski jezik uradila je Olivera Nićiforović Babac[4]
- Turistički urnebes (2019)
- Turistička burleska (2025) u izdanju Službenog glasnika

## Spoljašnje veze
- Званични веб-сајт (језик: енглески)
- „Maja Rogan:Intervju”. TU Magazin. Архивирано из оригинала 19. 10. 2020. г. Приступљено 14. 11. 2019.